# Oreogrammitis celebica
Oreogrammitis celebica är en stensöteväxtart som beskrevs av Barbara S. Parris. Oreogrammitis celebica ingår i släktet Oreogrammitis och familjen Polypodiaceae. Inga underarter finns listade.